# Districtele statului Mauritius
În Mauritius, districtele sunt diviziuni administrative de rangul II (primele sunt insulele exterioare). Statul este împărțit în nouă districte, formate din 2 orașe, 4 orașe mai mici și 130 de sate.
| Districte          | Suprafață km2 | Populație (31 decembrie 2012) |
| ------------------ | ------------- | ----------------------------- |
| Flacq              | 297.9         | 141,586                       |
| Grand Port         | 260.3         | 116,211                       |
| Moka               | 230.5         | 81,820                        |
| Pamplemousses      | 178.7         | 140,511                       |
| Plaines Wilhems    | 203.3         | 387,372                       |
| Port Louis         | 42.7          | 127,454                       |
| Rivière du Rempart | 147.6         | 110,235                       |
| Rivière Noire      | 259           | 79,247                        |
| Savanne            | 244.8         | 70,575                        |
| Total              | 1864.8        | 1,255,011                     |